# Elecciones al Congreso de los Diputados de noviembre de 2019 (Soria)
Las elecciones al Congreso de los Diputados de 2019 se celebraron en la Provincia de Soria el domingo 10 de noviembre, como parte de las elecciones generales convocadas por Real Decreto dispuesto el 4 de marzo de 2019 y publicado en el Boletín Oficial del Estado el día siguiente. Se eligieron los 2 diputados del Congreso correspondientes a la circunscripción electoral de Soria, mediante un sistema proporcional (método d'Hondt) con listas cerradas y un umbral electoral del 3%.

## Resultados
Los comicios depararon 1 escaño al Partido Popular y al Partido Socialista Obrero Español
| Candidatura                                            | Candidatura                                            | Votos  | %                                        | Escaños                                  |
| ------------------------------------------------------ | ------------------------------------------------------ | ------ | ---------------------------------------- | ---------------------------------------- |
|                                                        | Partido Socialista Obrero Español (PSOE)               | 16 043 | 35,11                                    | 1                                        |
|                                                        | Partido Popular (PP)                                   | 15 247 | 33,37                                    | 1                                        |
| Vox (Vox)                                              | Vox (Vox)                                              | 6264   | 13,71                                    | 0                                        |
| Unidas Podemos (Podemos-IU-Equo)                       | Unidas Podemos (Podemos-IU-Equo)                       | 3517   | 7,70                                     | 0                                        |
| Ciudadanos-Partido de la Ciudadanía (Cs)               | Ciudadanos-Partido de la Ciudadanía (Cs)               | 2670   | 5,84                                     | 0                                        |
| Plataforma del Pueblo Soriano (PPSO)                   | Plataforma del Pueblo Soriano (PPSO)                   | 1466   | 3,21                                     | 0                                        |
| Partido Animalista Contra el Maltrato Animal (PACMA)   | Partido Animalista Contra el Maltrato Animal (PACMA)   | 205    | 0,45                                     | 0                                        |
| Recortes Cero-Grupo Verde (R0-GV)                      | Recortes Cero-Grupo Verde (R0-GV)                      | 95     | 0,21                                     | 0                                        |
| Por un Mundo Más Justo (PUM+J)                         | Por un Mundo Más Justo (PUM+J)                         | 95     | 0,21                                     | 0                                        |
| Partido Comunista de los Trabajadores de España (PCTE) | Partido Comunista de los Trabajadores de España (PCTE) | 87     | 0,19                                     | 0                                        |
| Votos válidos                                          | Votos válidos                                          | 45 689 | 100,00                                   | 2                                        |
| Votos nulos                                            | Votos nulos                                            | 838    | Participación: · \| \| 61,50 % \| 13,79% | Participación: · \| \| 61,50 % \| 13,79% |
| Votantes                                               | Votantes                                               | 47 248 | Participación: · \| \| 61,50 % \| 13,79% | Participación: · \| \| 61,50 % \| 13,79% |
| Electores                                              | Electores                                              | 76 827 | Participación: · \| \| 61,50 % \| 13,79% | Participación: · \| \| 61,50 % \| 13,79% |
|                                                        | 61,50 %                                                |        |                                          |                                          |

## Diputados electos
Relación de diputados electos:
| N.º | Nombre              | Lista | Lista |
| --- | ------------------- | ----- | ----- |
| 1   | Javier Antón Cacho  |       | PSOE  |
| 2   | Tomás Cabezón Casas |       | PP    |